# Brachygasterina fulvohumeralis
Brachygasterina fulvohumeralis är en tvåvingeart som beskrevs av Malloch 1922. Brachygasterina fulvohumeralis ingår i släktet Brachygasterina och familjen husflugor. Inga underarter finns listade i Catalogue of Life.